# Stein Eriksen
Pour les articles homonymes, voir Eriksen.
Stein Eriksen, né le 11 décembre 1927 à Oslo et mort le 27 décembre 2015 à Park City (Utah), est un skieur alpin norvégien. Il est le premier champion olympique norvégien de ski alpin de l'histoire en s'imposant sur le slalom géant en 1952. Les prochains grands skieurs norvégiens sont Erik Håker dans les années 1970, puis Lasse Kjus et Kjetil André Aamodt dans les années 1990.

## Biographie
Il est le fils du gymnaste Marius Eriksen et a également un frère surnommé Marius, aussi skieur alpin. Sa mère est une pionnière du ski alpin féminin en Norvège.
Il s'essaie au saut à ski à l'âge de neuf ans, avant de choisir le ski alpin. Il devient membre du club Ready à Oslo.
En 1947, alors âgé de 19 ans, il se révèle au Holmenkollen Kandahar, où il remporte la descente et le combiné. Il devient aussi six fois champion de Norvège entre 1949 et 1954 et participe aux Jeux olympiques d'hiver de 1948. Au niveau international, son premier résultat majeur est sa médaille de bronze en slalom aux Championnats du monde 1950 à Aspen. En 1951, il gagne la prestigieuse course du Lauberhorn et nouveau la course de Holmenkollen avec une marge confortable, ce qui fait de lui un des grands espoirs de titre pour les Jeux olympiques l'an suivant.
En 1952, à Oslo, il devient le premier champion olympique masculin de l'histoire du ski alpin non issu du massif alpin en remportant le slalom géant, avec 1,9 seconde d'avance sur Christian Pravda, malgré avoir frôlé la chute. Il est aussi médaillé d'argent en slalom. Cette année, il est également le premier skieur alpin à recevoir la Médaille Holmenkollen, habituellement décernée aux skieurs nordiques. Il est également sportif norvégien de l'année 1951 et 1954 et reçoit la Médaille d'or du Morgenbladet en 1951.
Star des championnats du monde de 1954 à Åre, où il réalise un triplé géant, slalom et combiné, Eriksen passe ensuite professionnel aux États-Unis. Bien que considéré comme une légende en Norvège, où il rend le ski alpin populaire, il l'est encore plus aux États-Unis. Il dirige également différentes écoles de ski aux États-Unis et plus tard le Stein Eriksen Lodge au Deer Valley Resort. En 1997, il est décoré de l'Ordre royal norvégien du Mérite, en tant que chevalier.
Il est un pionnier du ski freestyle.

## Jeux olympiques d'hiver
| Épreuve / Édition    | Descente | Slalom géant                     | Slalom | Combiné                          |
| JO 1948 Saint-Moritz | 31e      | Épreuve inexistante à cette date | 29e    | 32e                              |
| JO 1952 Oslo         | 6e       | Or                               | Argent | Épreuve inexistante à cette date |

### Championnats du monde
| Épreuve / Édition    | Descente | Slalom géant                     | Slalom | Combiné                          |
| JO 1948 Saint-Moritz | 31e      | Épreuve inexistante à cette date | 29e    | 32e                              |
| Mondiaux 1950 Aspen  | 29e      | 11e                              | Bronze | Épreuve inexistante à cette date |
| JO 1952 Oslo         | 6e       | Or                               | Argent | Épreuve inexistante à cette date |
| Mondiaux 1954 Åre    | 8e       | Or                               | Or     | Or                               |

### Arlberg-Kandahar
- Abandon dans la descente 1952 à Chamonix.